# Arthur Engel
Arthur Engel (Strasbourg, 8 décembre 1855 - Genève, 31 juillet 1935) est un archéologue et numismate français.

## Biographie
Fils d'un industriel de Mulhouse, Frédéric Engel-Dollfus, un des fondateurs du Musée archéologique de la ville et mécène de l'École française de Rome, il est de 1878 à 1880 membre libre de l’École. En 1881, il devient membre hors cadre de l'École française d'Athènes.
Le ministère de l'Instruction publique le charge en 1886 d'une mission de recherches dans la région de Séville en Espagne. Il mène alors d'importantes fouilles à Italica sous le patronage de Léon Heuzey qui lui confie de vérifier s'il n'existe pas d'autres statues préromaines à Cerro de los Santos.
Engel se lie dès son arrivée en Andalousie à George Bonsor et s'associe à ses travaux dans les vallées du Guadalquivir et du Gentil ainsi qu'en 1890, aux fouilles de l'antique Arva à Alcolea del Rio. Il engage alors Pierre Paris à les accompagner. Engel découvre la Dame d'Elche que Paris fait acquérir rapidement au Musée du Louvre (1897).
Paris et Engel propose en 1898 un projet de missions archéologiques en Espagne qui n'est pas accepté, mais que Paris réalisera en 1928. Ils dirigent les fouilles d'Osuna où Engel achète un terrain où des fragments de statues préromaines avaient été trouvés (1900). Les deux hommes explorent encore en 1904 le Cerro de la Cruz à Almedinilla (province de Cordoue).
Avec Bonsor, Engel établit aussi une carte archéologique de l'Andalousie.

## Travaux
- Recherches sur la numismatique et la sigillographie des Normands de Sicile et d'Italie, 1882
- Numismatique de l'Alsace, 1887
- Répertoire des sources imprimées de la numismatique française, 1887-1889
- Traité de numismatique du Moyen âge, 1891-1905
- Fouilles exécutées aux environs de Séville, in Revue archéologique XVII, 1891, p. 87-92
- La nécropole romaine de Carmona, avec G. Bonsor, Revue archéologique XVII, 1891, p. 385-389
- Quelques collections espagnoles, 1891
- Rapport sur une mission archéologique en Espagne (1891), 1893
- Nouvelles et correspondance d'Espagne, Revue archéologique XXIX, 1896, p. 204-229
- Une forteresse ibérique à Osuna, fouilles de 1903, avec P. Paris, in Nouvelles Archives des missions scientifiques et littéraires no 13, 1906